# 阿克莎塔·穆爾蒂
阿克莎塔·納拉亞納·穆爾蒂（英語：Akshata Narayana Murty；1980年4月25日—），印度商人、時裝設計師和風險投資人。她是前任英國首相兼保守黨黨魁里希·蘇納克的妻子，兩人為英國第222位最富有的人，截至2022年，他們的財富總額為7.3億英鎊。她的個人財富成為英國媒體討論的話題，因為她聲稱自己在英國沒有戶籍身份。
穆爾蒂是印度跨國IT公司印孚瑟斯的創始人納拉亞納·穆爾蒂的女兒。她持有印孚瑟斯0.93%的股份，使她成為英國最富有的女性之一，同時還持有英國其他幾家企業的股份。她是Digme Fitness的董事，也是她弟弟羅漢·穆爾蒂共同創立的數位轉型公司Soroco的董事。

## 早期生活和教育
穆爾蒂出生於卡納塔卡邦胡布利。因父親納拉亞納和母親蘇達致力於創辦技術公司印孚瑟斯，她由祖父母撫養長大。她的母親原是印度當時最大的汽車製造商的第一位女工程師，現在是一位慈善家。
穆爾蒂在班加羅爾郊區的傑伊訥格爾接受相對簡單的中產階級教育，「沒有生日派對，也沒有很多零用錢」，以保持家庭價值觀的完整。
穆爾蒂曾就讀於班加羅爾的鮑德溫女子高中，後來在加利福尼亞州的克萊蒙特·麥肯納學院主修經濟學和法語。她擁有時尚設計商業學院的服裝製造文憑，以及史丹佛大學的工商管理碩士學位。

## 職業生涯
2007年，穆爾蒂加入荷蘭清潔技術公司Tendris擔任其營銷總監，在那裡工作了兩年後離開，開始經營自己的時裝公司。她的時裝品牌在2012年倒閉。2013年，她成為風險投資基金Catamaran Ventures的董事。她與丈夫里希·蘇納克聯合創辦這家由她父親擁有的印度公司的倫敦分部。蘇納克在2015年當選為里奇蒙的保守黨議員前不久將股份轉讓給她。自2015年起，她持有她父親的技術公司印孚瑟斯的0.91%的股份，2022年4月的估值約為7億英鎊，還擁有傑米·奧利佛的兩家餐飲企業、印度的溫蒂漢堡、Koro Kids和Digme Fitness的股份。她是Digme Fitness和Soroco英國子公司的董事，Soroco是由她和弟弟羅漢聯合創立的一家IT企業。

## 個人生活

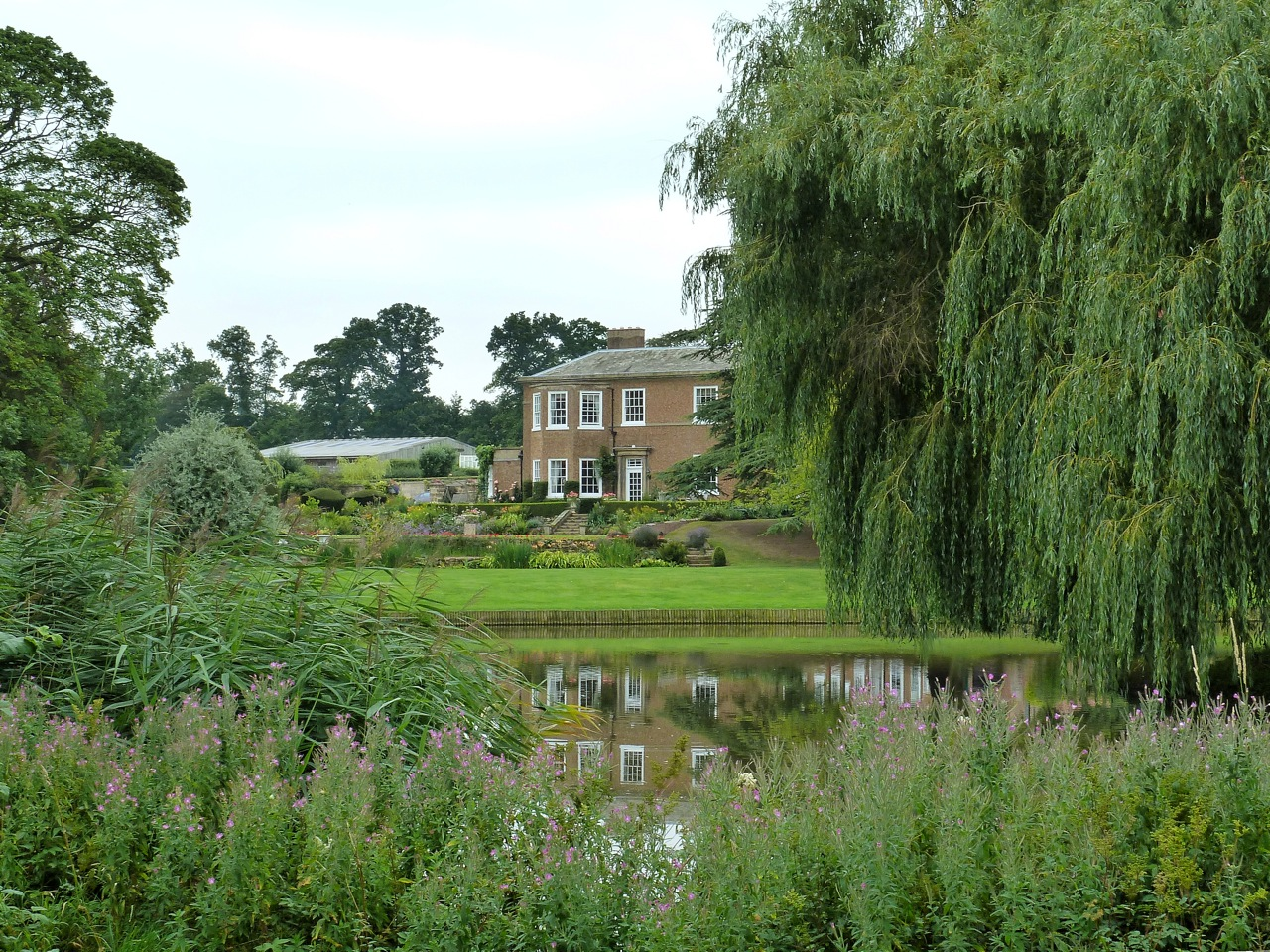
北約克郡柯比西格斯頓莊園

穆爾蒂為印度公民。2009年8月，穆爾蒂與她在史丹佛大學認識的蘇納克結婚，並育有兩女－阿努什卡（Anoushka）、克里希納（Krishna）。他們在北約克郡的柯比西格斯頓擁有柯比西格斯頓莊園，還在倫敦市中心伯爵宮擁有一座馬房，在南肯辛頓老布朗普頓路上擁有一套公寓，在加州聖莫尼卡的海洋大道擁有一套頂層公寓。2022年4月，據報導蘇納克和穆爾蒂已經搬出唐寧街11號，並搬到西倫敦一個新翻修的房子。
2022年4月，據報導她是英國非戶籍居民，這使她有權對其在英國以外的收入不需繳稅，但每年需支付3萬英鎊。穆爾蒂宣布她將保留其非戶籍身份，但自願為其全球收入向英國繳納稅務。

## 外部連結
- Rishi Sunak's wife set to receive £6m from Infosys （页面存档备份，存于） (EasternEye)